# Cal Sopa
Cal Sopa és una casa gòtica de Torroella de Fluvià (Alt Empordà) inclosa a l'Inventari del Patrimoni Arquitectònic de Catalunya.

## Descripció
Edifici entre mitgeres situat al Carrer la Força, de planta baixa i un pis, amb coberta de teula. Té cossos a banda i banda del carrer, que s'uneixen per un port amb volta d'arc escarser que té una petita finestra gòtica trevolada a un costat i una de conopial a l'altre. La porta d'accés és allindada, i respon a la tipologia d'obertures gòtiques populars més característica de la zona. Al costat dret d'aquesta façana hi ha una finestra molt similar, i al primer pis s'obre una finestra rectangular d'estil renaixentista, amb guardapols i ampit motllurats.